# Billbergia rosea
Billbergia rosea là một loài thực vật có hoa trong họ Bromeliaceae. Loài này được Beer mô tả khoa học đầu tiên năm 1856.